# Ítalo Londero
Ítalo Londero Contreras (Bogotá, 2 de noviembre de 1985) es un actor y modelo colombiano de ascendencia italiano que se dio a conocer en el seriado juvenil Tu voz estéreo y en Señora Acero.

## Carrera
Ítalo estudió teatro en la escuela musical de Misi, en la Casa del Teatro Nacional y en la Academia de Formación de Actores del Canal Caracol. Tomó clases de jazz, tap y danza contemporánea. Inició su trayectoria actoral en Bogotá, su ciudad natal, participando en numerosas producciones de teatro y musicales, como Annie, La tiendita del horror, entre otros. 
Tomó un taller de modelaje en la agencia Stock Models en Bogotá y así inició en el mundo del modelaje en donde trabajó con las agencias colombianas, Stock Modela y La Agencia. En Madrid, mientras estudiaba interpretación en el Estudio Corazza, también fue representado por la agencia Uno Models.
Fue parte del elenco de la serie Tres Milagros y protagonizó durante dos años el seriado juvenil "Tu voz estéreo", al mismo tiempo que alternaba sus actividades con el modelaje.
En 2009 y 2010, decide ir a estudiar inglés, teatro y canto en Londres. Posteriormente decide continuar sus estudios de arte dramático en Madrid para luego radicarse en la Ciudad de México los últimos 5 años, en donde ha actuado en series como El señor de los cielos 2, Señora Acero, Club de Cuervos, La piloto y Guerra de ídolos, primera serie musical de Telemundo.
En cine ha participado en Kilómetro 31-2 y en el largometraje El viaje de Keta.
En teatro ha participado en el musical Ayolante premiado por la crítica teatral mexicana en 2016 y en la temporada 2016-17 de Pachecas a Belén, entre otros. También ha participado en varias obras de Misi; su primer personaje fue el Comendador, en la obra Fuego y luego encarnó a Pilatos en Jesucristo Superestrella
En 2017, regresó a Ecuador donde protagonizó la serie dramática El Caminante para el canal Teleamazonas. 
Actualmente reside en Madrid, España

## Filmografía

### Televisión
| Año       | Título                 | Personaje          | Canal              |
| --------- | ---------------------- | ------------------ | ------------------ |
| 2017      | Guerra de ídolos       | Fernando Robinson  | Telemundo          |
| 2017      | La piloto              | Director aerolínea | Univision          |
| 2015      | Club de Cuervos        | Lenny              | Netflix            |
| 2014      | Señora Acero           | Rodrigo Montero    | Telemundo          |
| 2013      | El señor de los cielos | Macario Compañero  | Telemundo          |
| 2011-2012 | Tres Milagros          | Samy Cohen         | Canal RCN          |
| 2007-2009 | Tu voz estéreo         | Felipe Guzmán      | Caracol Televisión |

### Cine
- El viaje de Keta (2017) - Actor telenovela
- Post Mortem (corto) (2017) - Jose
- Kilómetro 31-2 (2016) - Siedo

### Teatro y musicales
- Ayolante
- Pachecas a Belén
- Annie, el musical
- Fuego - Comendador
- Jesucristo Superestrella - Pilatos

## Modelo

### Agencias
- Stock Models
- La Agencia
- Uno Models
- Queta Rojas